# Luciano Muratori
Luciano Muratori (Roma, 12 febbraio 1954) è un tecnico del suono italiano.

## Biografia
Figlio d'arte, il padre Primiano Muratori inventore del Cinedisco era anch'egli un tecnico del suono, iniziò la sua attività lavorativa nel 1971 come assistente del padre e dell'ingegnere Vittorio Trentino divenendo poi fonico di presa diretta.
Nel corso della sua carriera professionale ha curato il sonoro di un centinaio di film per il cinema e per la RAI
, lavorando con produzioni nazionali e internazionali. Dal 1986 al 1991 ha fatto parte del consiglio direttivo dell'Associazione Italiana Tecnici del Suono. Dalla stessa associazione nel febbraio del 2015 è stato nominato socio onorario. Nel 1990, con relazione tecnica, chiese ed ottenne dal Ministero delle poste e delle telecomunicazioni, la prima licenza n° 314085/DAN], per l'uso di apparati palmari in radiofrequenza ad uso civile, usabili nell'ambito del cinema, aprendo la strada all'uso di questi apparecchi fino allora non consentiti dal Codice postale.
Nel 1984 fu chiamato dalla società Film Group International, che gli affidò la presa diretta e la sincronizzazione del videoclip When the Rain Begins to Fall, girato in Italia a Sperlonga, con la regia di Bob Giraldi. Nel 1985 gli furono ancora affidati la sincronizzazione e i playback del film Otello di Franco Zeffirelli. In questo film usò per la prima volta sul set la sincronizzazione in Timecode SMPTE. Nel 1995 gli furono affidati i provini del film Il paziente inglese di Anthony Minghella, girati in Italia, due mesi prima delle riprese del film. Il regista doveva trovare il miglior trucco di bruciatura sul volto del protagonista, per stabilire fino a che punto l'attore riuscisse a parlare per la presa diretta con il viso tirato dal mastice, usato per la maschera, che ne impediva il movimento della bocca.

## Filmografia

### Tecnico del suono
- 4 caporali e ½ e un colonnello tutto d'un pezzo, regia di Bitto Albertini (1972)
- I racconti di Canterbury, regia di Pier Paolo Pasolini (1972)
- Metti lo diavolo tuo ne lo mio inferno, regia di Bitto Albertini (1972)
- I racconti di Viterbury - Le più allegre storie del '300, regia di Mario Caiano (1973)
- L'emigrante, regia di Pasquale Festa Campanile (1973)
- Amore mio spogliati... che poi ti spiego!, regia di Fabio Pittorru (1974)
- Blue jeans, regia di Mario Imperoli (1974)
- Il mio nome è Shangai Joe, regia di Mario Caiano (1974)
- Le farò da padre, regia di Alberto Lattuada (1974)
- Una città in fondo alla strada, regia di Mauro Severino (1975)
- ...a tutte le auto della polizia..., regia di Mario Caiano (1975)
- Che botte ragazzi!, regia di Bitto Albertini (1975)
- Alle origini della mafia, regia di Enzo Muzii TV RAI (1976)
- Black Stallion, regia di Carroll Ballard (1976)
- Febbre da cavallo, regia di Steno (1976)
- L'uovo al cianuro, regia di Dino Bartolo Partesano TV RAI (1976)
- Milano violenta, regia di Mario Caiano (1976)
- Pasqualino Settebellezze, regia di Lina Wertmüller (1976)
- Quelli della calibro 38, regia di Massimo Dallamano (1976)
- Eva man la macchina dell'amore (1977)
- La malavita attacca... la polizia risponde!, regia di Mario Caiano (1977)
- Sono stato un agente C.I.A., regia di Romolo Guerrieri (1978)
- Piedone l'africano, regia Steno[6]
- Il cappotto di Astrakan, regia di Marco Vicario (1979)
- Letti selvaggi, regia di Luigi Zampa[7] (1979)
- Tesoromio, regia di Giulio Paradisi[8] (1979)
- Eroina, regia di Massimo Pirri (1980)
- Eva Man (due sessi in uno), regia di Antonio D'Agostino (1980)
- La compagna di viaggio, regia di Ferdinando Baldi (1980)
- La disubbidienza, regia di Aldo Lado (1980)
- Piedone d'Egitto, regia di Steno (1980)
- Sbamm!, regia di Ezio Greggio (1980)
- Bosco d'amore, regia di Alberto Bevilacqua (1981)
- I figli... so' pezzi 'e core, regia di Alfonso Brescia (1981)
- La neve nel bicchiere, regia di Florestano Vancini TV RAI[9] (1981)
- Lacrime napulitane, regia di Ciro Ippolito (1981)
- Mio figlio non sa leggere, regia di Ugo Pirro e Franco Giraldi TV RAI (1981)
- Notturno con grida, regia di Ernesto Gastaldi e Vittorio Salerno (1981)
- L'ultima diva: Francesca Bertini, regia di Gianfranco Mingozzi (1982)
- Signori, io sono il comico, regia di Lamberto Lambertini (1982)
- Le abilità manuali, regia di Roberto Pariante TV RAI (1982)
- Più bello di così si muore, regia di Pasquale Festa Campanile (1982)
- Pronto... Lucia, regia di Ciro Ippolito (1982)
- Acapulco, prima spiaggia... a sinistra, regia di Sergio Martino (1983)
- La singolare avventura, regia di Enzo Muzii TV RAI (1983)
- Scherzo del destino in agguato dietro l'angolo come un brigante da strada, regia di Lina Wertmüller (1983)
- I predatori dell'anno Omega, regia di David Worth (1983)
- Zampognaro innamorato, regia di Ciro Ippolito (1983)
- Arrapaho, regia di Ciro Ippolito (1984)
- Giochi d'estate, regia di Bruno Cortini (1984)
- L'addio a Enrico Berlinguer, regia di Ettore Scola TV RAI (1984)
- Lungo la via, regia di Mario Caiano TV Telecapri (1984)
- Videoclip When the Rain Begins to Fall, di Bob Giraldi (1984)
- Giacomo Manzù, regia di Glauco Pellegrini TV Centro Sperimentale di Cinematografia (1985)
- Otello, regia di Franco Zeffirelli (1985)
- Nosferatu a Venezia, regia di Augusto Caminito (1986)
- La donna delle meraviglie, regia di Alberto Bevilacqua (1986)
- Notte d'estate con profilo greco, occhi a mandorla e odore di basilico, regia di Lina Wertmüller (1986)
- Cellar dweller, regia di John Carl Buechler (1987)
- I vizi segreti degli italiani quando credono di non esser visti, regia di Camillo Teti (1987)
- Il ritorno di Ribot, regia di Pino Passalacqua TV RAI (1987)
- Striker, regia di Enzo G. Castellari, primo titolo Combat Force[10] (1987)
- Catacombs - La prigione del diavolo, regia di David Schmoeller (1988)
- Disamistade, regia di Gianfranco Cabiddu[11] (1988)
- L'uscita, regia di Marco Leto (1988)
- Cavalli si nasce, regia di Sergio Staino (1989)
- La più bella del reame, regia di Cesare Ferrario (1989)
- Missione bontà, regia di Montanara TV RAI (1989)
- Kinski Paganini, regia di Klaus Kinski (1989)
- Reginaldo, storie di vecchi organetti, regia di D'Onofrio TV Sapienza - Università di Roma (1989)
- Il padrino - Parte III, regia di Francis Ford Coppola (1990)
- Occhio alla perestrojka, regia di Castellano e Pipolo (1990)
- Pummarò, regia di Michele Placido (1990)
- Zoo, regia di Cristina Comencini (1990)
- Spellcaster, regia di Rafal Zielinski (1991)
- Vacanze di Natale '91, regia di Enrico Oldoini (1991)
- Joe Sarnataro, Edoardo Bennato TV RAI (1992)
- Le amiche del cuore[12], regia di Michele Placido (1992)
- Briganti - Amore e libertà, regia di Marco Modugno (1993)
- Caccia alle mosche, regia di Angelo Longoni (1993)
- Tutti gli anni una volta l'anno, regia di Gianfrancesco Lazotti (1994)
- L'ispettore Sarti, La Ghironda dagli occhi azzurri di Giulio Questi (1994)
- Il paziente inglese, regia di Anthony Minghella (1995)
- Palermo, un uomo curioso, regia di Giovanni Massa (1996)
- Femminile singolare, regia di Claudio del Punta (1997)
- Odi et amo, regia di Maurizio Anania (1997)
- RDF - Rumori di fondo[13][14] (1997)
- I dimenticati, regia di Piero Livi (1998)
- Pazzo d'amore, regia di Mariano Laurenti (1998)
- Vacanze sulla neve, regia di Mariano Laurenti (1999)
- Il terzo segreto di Fatima, regia di Alfredo Peyretti TV RAI (2000)
- La donna del delitto, regia di Corrado Colombo (2000)
- Il buma, regia di Giovanni Massa (2001)
- Il conte di Melissa[15] di Maurizio Anania (2001)
- Drosera, regia di Francesco Dominedò (2004)
- Il silenzio intorno, regia di Dodo Fiori (2005)

### Attore
- Una città in fondo alla strada, regia di Mauro Severino (1975) - film TV
- La compagna di viaggio, regia di Ferdinando Baldi (1980)